# Бобораці
Бобора́ці (болг. Бобораци) — село в Перницькій області Болгарії. Входить до складу общини Радомир.

## Населення
За даними перепису населення 2011 року у селі проживали 108 осіб, усі — болгари.
Розподіл населення за віком у 2011 році:
Динаміка населення: